# Шинц, Ханс
Ханс Шинц (нем. Hans Schinz, 6 декабря 1858 — 30 октября 1941) — швейцарский ботаник.

## Биография
Ханс Шинц родился в Цюрихе 6 декабря 1858 года.  
Шинц изучал естественные науки в Швейцарской высшей технической школе Цюриха; в 1883 году он получил учёную степень в Цюрихском университете. В 1883—1884 годах Шинц проводил исследования в Берлине с Паулем Фридрихом Августом Ашерсоном, а в 1884—1886 годах участвовал в экспедиции Франца Адольфа Эдуарда Людерица в Западную Африку. Шинц внёс значительный вклад в ботанику, описав множество видов растений.
Ханс Шинц умер в Цюрихе 30 октября 1941 года.  

## Научная деятельность
Ханс Шинц специализировался на папоротниковидных и на семенных растениях.   

## Публикации
- Beiträge zur Kenntnis der Flora von Deutsch-Südwest-Afrika und der angrenzenden Gebiete. Berlin/Zürich 1888–1897.
- Ein neuer Bauernstaat im Südwesten Afrika’s. In: Mitteilungen der Ostschweizerischen Geographisch-Commerciellen Gesellschaft in St. Gallen. 1886, S. 26–31.